# Kajm

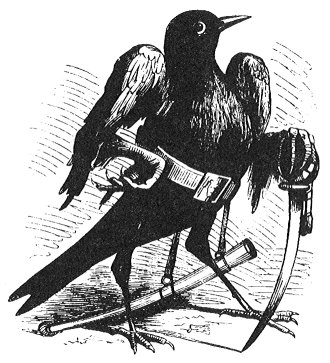
Kajm pod postacią ptaka, według Słownika wiedzy tajemnej Collina de Plancy, 1863.

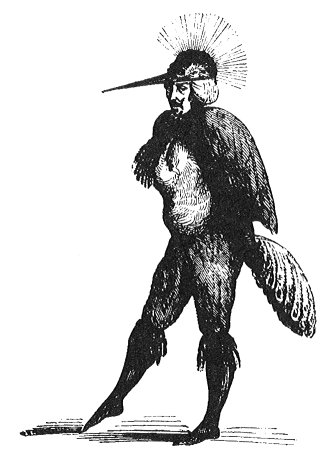
Kajm pod postacią człowieka. Słownik wiedzy tajemnej.

Kajm – w tradycji okultystycznej demon i zarazem upadły anioł, wielki przywódca piekła. Znany również pod imionami Kaim, Kamio, Camio i Caim. Rozporządza 30, a według Dictionnaire Infernal 300 legionami duchów. Kiedyś należał do chóru aniołów. W Lemegetonie jest pięćdziesiątym trzecim duchem.

## Wdemonologii
By go przywołać i podporządkować, potrzebna jest jego pieczęć, która według Goecji powinna być zrobiona z rtęci.
Pozwala zrozumieć śpiew ptaków, ryk bydła, szczekanie psów i szum fal. Bardzo dobrze zna przyszłość. Jest wspaniałym i utalentowanym rozmówcą. W piekle ma opinię najbieglejszego w posługiwaniu się sofizmatami. Przewyższa w tym najlepszych logików, których potrafi doprowadzić do rozpaczy.
Wezwany, ukazuje się pod postacią kosa, jednakże na rozkaz przyzywającego może przybrać postać człowieka z ostrą szablą, wówczas jest otoczony gorejącym żarem bądź płonącym popiołem. Czasami przybiera postać mężczyzny z pióropuszem i pawim ogonem. 

## Dodatkowe informacje
Według Plancy'ego Marcin Luter toczył z nim niegdyś dysputę. Z kolei Ernest Abel pisze o Caimie jako o jednym demonów w folklorze niemieckim.